# Johann Pettenauer
Johann Pettenauer (* 15. Jänner 1902 in Gobelsburg; † 27. Juli 1985 in Klosterneuburg) war ein österreichischer Politiker (SPÖ) und Maschinenschlosser. Pettenauer war von 1951 bis 1964 Abgeordneter zum Landtag von Niederösterreich.

## Leben
Pettenauer besuchte die Volksschule und absolvierte danach eine Lehre als Maschinenschlosser. Er war beruflich zudem als technischer Zeichner beschäftigt und arbeitete ab 1930 als Chauffeur und Industriearbeiter. Zwischen 1939 und 1945 diente Pettenauer im Zweiten Weltkrieg, danach trat er 1946 in den Dienst der Gemeinde Wien.

## Politik
Pettenauer war Bezirksvorsteher-Stellvertreter im 26. Wiener Gemeindebezirk und hatte nach der Rückgliederung von Klosterneuburg dort von 1954 bis 1970 das Amt des Vizebürgermeisters inne. Zwischen dem 27. Februar 1951 und dem 19. November 1964 war er Abgeordneter zum Niederösterreichischen Landtag. 